# Роги-Илецкий
Роги-Илецкий (бел. Рагі́-Іле́цкі) — посёлок в Марковичском сельсовете Гомельского района Гомельской области Республики Беларусь.

## География

### Расположение
В 4 км от железнодорожной станции Диколовка (на линии Гомель — Чернигов), 36 км на юго-восток от Гомеля.

### Гидрография
На реке Терюха (приток реки Сож).

## Транспортная сеть
Транспортные связи по автодороге Будище — Гомель. Планировка состоит из прямолинейной улицы, ориентированной с юго-востока на северо-запад (вдоль автодороги). Застроена двусторонне деревянными домами усадебного типа.

## История
Основан в начале XX века переселенцами из соседних деревень, преимущественно из деревня Роги. С 8 декабря 1926 года по 4 августа 1927 года центр Потеки-Илецкого сельсовета Носовичского, с 4 августа 1927 года Тереховского районов Гомельского округа. В 1930 году организован колхоз «На страже», работали 2 ветряные мельницы, конная круподробилка, кузница. Во время Великой Отечественной войны на фронтах и в партизанской борьбе погибли 38 жителей в память о которых в 1968 году в центре деревни установлен обелиск. В 1959 году в составе колхоза «Красный Стяг» (центр — деревня Марковичи). Имелся детский сад.

## Население

### Численность
- 2004 год — 23 хозяйства, 31 житель.

### Динамика
- 1926 год — 59 дворов, 310 жителей.
- 1959 год — 306 жителей (согласно переписи).
- 2004 год — 23 хозяйства, 31 житель.